# Caboose (film)
Pour les articles homonymes, voir Caboose.
Pour plus de détails, voir Fiche technique et Distribution.
Caboose est un film québécois réalisé par Richard Roy, qui est sorti en 1996.

## Synopsis
Marceau, un policier, démissionne à la suite d'un carnage dont Larrivée, son chef, ne peut plus justifier. Croyant sa vie menacée, il engage pour protéger ses arrières, Camille, une jeune apprentie policière refusée pour son incapacité à tirer sur des personnes.

## Fiche technique
Source : IMDb et Films du Québec
- Titre original : Caboose
- Réalisation : Richard Roy
- Scénario : Michel Michaud d'après une idée originale de Richard Roy et Odile Poliquin
- Musique : Charles Papasoff
- Direction artistique : Violette Daneau
- Costumes : François Barbeau
- Maquillage : Annick Legout
- Coiffure : Dario Lapointe
- Photographie : Daniel Vincelette
- Son : Louis Dupire
- Montage : Jean-Guy Montpetit
- Production : Pierre Laberge, Richard Sadler et Jacques Le Glou
- Sociétés de production : Stock International, JLA Audiovisuel
- Société de distribution : Alliance Atlantis Vivafilm
- Budget : 2,7 millions $ CA
- Pays de production :  Canada
- Langue originale : français
- Genre : drame
- Durée : 93 minutes
- Date de sortie :
  - Canada : 8 mars 1996 (sortie en salle au Québec)
- Classification :
  - Québec : 16 ans et plus[2]

## Distribution
- Gildor Roy : Marceau
- Céline Bonnier : Camille
- James Hyndman : « Boule de pool »
- Bernard-Pierre Donnadieu : Larrivée
- Guy Nadon : curé
- Robin Aubert : le messager
- Catherine Sénart : Béatrice
- Pierre Rivard : Paul
- Brigitte Poupart : Michelle
- Abeille Gélinas : la junkie
- Marie-France Marcotte : Louise
- Sylvain Beauchamp : motard
- Charles Boisseau : « Ti-cul »